# رادیو (فیلم ۲۰۰۹)
«رادیو» (انگلیسی: Radio (2009 film)) یک فیلم است که در سال ۲۰۰۹ منتشر شد.